# Adnan Fauzi
Adnan Fauzi (* 3. Juni 1987 in Klaten) ist ein indonesischer Badmintonspieler. 

## Karriere
Adnan Fauzi gewann 2008 Bronze mit dem Team von Jawa Timur bei den nationalen Spielen Indonesiens. 2009 siegte er beim India Open Grand Prix im Herrendoppel mit Tri Kusuma Wardana. 2010 stand er im Viertelfinale der Djarum Open.

## Sportliche Erfolge
| Saison | Veranstaltung           | Disziplin    | Platz | Name                             |
| ------ | ----------------------- | ------------ | ----- | -------------------------------- |
| 2008   | Pekan Olahraga Nasional | Herrenteam   | 3     | Jawa Timur                       |
| 2009   | India Open Grand Prix   | Herrendoppel | 1     | Adnan Fauzi / Tri Kusuma Wardana |